# Basketbalový klub Inter Bratislava
Il B.K. Inter Bratislava è una società cestistica avente sede a Bratislava, in Slovacchia. Fondata nel 1962, all'interno della polisportiva AŠK Inter Bratislava, gioca nel campionato slovacco.
Nella stagione 2011-12 ha giocato nella Národní basketbalová liga.

## Palmarès
- Campionato cecoslovacco: 4

1978-79, 1979-80, 1982-83, 1984-85
- Campionato slovacco: 5

1995-96, 2012-13, 2013-14, 2016-17, 2018-19
- Coppa di Slovacchia: 4

1996, 2003, 2015, 2016

## Cestisti
- Daniel Novák 2007-2008